# Grand Prix Miami 2025
Grand Prix Miami 2025, oficjalnie Formula 1 Crypto.com Miami Grand Prix 2025 – szósta runda Mistrzostw Świata Formuły 1 w sezonie 2025. Grand Prix odbyło się w dniach 2–4 maja 2025 na torze Miami International Autodrome w Miami Gardens. Wyścig wygrał Oscar Piastri (McLaren), a na podium stanęli kolejno: Lando Norris (McLaren) i George Russell (Mercedes).

## Lista startowa
| Nr          | Kierowca              | Zespół                             | Samochód                          | Silnik              | Opony |
| ----------- | --------------------- | ---------------------------------- | --------------------------------- | ------------------- | ----- |
| 1           | Max Verstappen        | Oracle Red Bull Racing             | Red Bull Racing RB21              | Honda RBPTH002      | P     |
| 4           | Lando Norris          | McLaren Formula 1 Team             | McLaren MCL39                     | Mercedes-AMG F1 M16 | P     |
| 5           | Gabriel Bortoleto     | Stake F1 Team Kick Sauber          | Kick Sauber C45                   | Ferrari 066/12      | P     |
| 6           | Isack Hadjar          | Visa Cash App Racing Bulls F1 Team | Racing Bulls VCARB 02             | Honda RBPTH002      | P     |
| 7           | Jack Doohan           | BWT Alpine F1 Team                 | Alpine A525                       | Renault E-Tech RE25 | P     |
| 10          | Pierre Gasly          | BWT Alpine F1 Team                 | Alpine A525                       | Renault E-Tech RE25 | P     |
| 12          | Andrea Kimi Antonelli | Mercedes-AMG PETRONAS F1 Team      | Mercedes-AMG F1 W16 E Performance | Mercedes-AMG F1 M16 | P     |
| 14          | Fernando Alonso       | Aston Martin Aramco F1 Team        | Aston Martin AMR25                | Mercedes-AMG F1 M16 | P     |
| 16          | Charles Leclerc       | Scuderia Ferrari HP                | Ferrari SF-25                     | Ferrari 066/12      | P     |
| 18          | Lance Stroll          | Aston Martin Aramco F1 Team        | Aston Martin AMR25                | Mercedes-AMG F1 M16 | P     |
| 22          | Yūki Tsunoda          | Oracle Red Bull Racing             | Red Bull Racing RB21              | Honda RBPTH002      | P     |
| 23          | Alexander Albon       | Atlassian Williams Racing          | Williams FW47                     | Mercedes-AMG F1 M16 | P     |
| 27          | Nico Hülkenberg       | Stake F1 Team Kick Sauber          | Kick Sauber C45                   | Ferrari 066/12      | P     |
| 30          | Liam Lawson           | Visa Cash App Racing Bulls F1 Team | Racing Bulls VCARB 02             | Honda RBPTH002      | P     |
| 31          | Esteban Ocon          | MoneyGram Haas F1 Team             | Haas VF-25                        | Ferrari 066/12      | P     |
| 44          | Lewis Hamilton        | Scuderia Ferrari HP                | Ferrari SF-25                     | Ferrari 066/12      | P     |
| 55          | Carlos Sainz Jr.      | Atlassian Williams Racing          | Williams FW47                     | Mercedes-AMG F1 M16 | P     |
| 63          | George Russell        | Mercedes-AMG PETRONAS F1 Team      | Mercedes-AMG F1 W16 E Performance | Mercedes-AMG F1 M16 | P     |
| 81          | Oscar Piastri         | McLaren Formula 1 Team             | McLaren MCL39                     | Mercedes-AMG F1 M16 | P     |
| 87          | Oliver Bearman        | MoneyGram Haas F1 Team             | Haas VF-25                        | Ferrari 066/12      | P     |
| Źródło: FIA |                       |                                    |                                   |                     |       |

## Wyniki

### Najlepszy czas sesji treningowej
| Nr          | Kierowca      | Konstruktor      | Czas     | Okr. |
| ----------- | ------------- | ---------------- | -------- | ---- |
| 81          | Oscar Piastri | McLaren-Mercedes | 1:27,128 | 22   |
| Źródło: FIA |               |                  |          |      |

### Kwalifikacje do sprintu
| P                    | Nr | Kierowca              | Konstruktor                  | Czasy w kwalifikacjach | Czasy w kwalifikacjach | Czasy w kwalifikacjach | Poz. s. |
| P                    | Nr | Kierowca              | Konstruktor                  | SQ1                    | SQ2                    | SQ3                    | Poz. s. |
| -------------------- | -- | --------------------- | ---------------------------- | ---------------------- | ---------------------- | ---------------------- | ------- |
| 1                    | 12 | Andrea Kimi Antonelli | Mercedes                     | 1:27,858               | 1:27,384               | 1:26,482               | 1       |
| 2                    | 81 | Oscar Piastri         | McLaren-Mercedes             | 1:27,951               | 1:27,354               | 1:26,527               | 2       |
| 3                    | 4  | Lando Norris          | McLaren-Mercedes             | 1:27,890               | 1:27,109               | 1:26,582               | 3       |
| 4                    | 1  | Max Verstappen        | Red Bull Racing-Honda RBPT   | 1:27,953               | 1:27,245               | 1:26,737               | 4       |
| 5                    | 63 | George Russell        | Mercedes                     | 1:27,688               | 1:27,666               | 1:26,791               | 5       |
| 6                    | 16 | Charles Leclerc       | Ferrari                      | 1:28,325               | 1:27,467               | 1:26,808               | 6       |
| 7                    | 44 | Lewis Hamilton        | Ferrari                      | 1:28,231               | 1:27,546               | 1:27,030               | 7       |
| 8                    | 23 | Alexander Albon       | Williams-Mercedes            | 1:27,859               | 1:27,697               | 1:27,193               | 8       |
| 9                    | 6  | Isack Hadjar          | Racing Bulls-Honda RBPT      | 1:28,394               | 1:27,773               | 1:27,543               | 9       |
| 10                   | 14 | Fernando Alonso       | Aston Martin Aramco-Mercedes | 1:28,455               | 1:27,766               | 1:27,790               | 10      |
| 11                   | 27 | Nico Hülkenberg       | Kick Sauber-Ferrari          | 1:28,542               | 1:27,850               |                        | 11      |
| 12                   | 31 | Esteban Ocon          | Haas-Ferrari                 | 1:28,303               | 1:28,070               |                        | 12      |
| 13                   | 10 | Pierre Gasly          | Alpine-Renault               | 1:28,345               | 1:28,167               |                        | 13      |
| 14                   | 30 | Liam Lawson           | Racing Bulls-Honda RBPT      | 1:28,914               | 1:28,375               |                        | 14      |
| 15                   | 55 | Carlos Sainz Jr.      | Williams-Mercedes            | 1:27,899               | –                      |                        | 15      |
| 16                   | 18 | Lance Stroll          | Aston Martin Aramco-Mercedes | 1:29,028               |                        |                        | 16      |
| 17                   | 7  | Jack Doohan           | Alpine-Renault               | 1:29,171               |                        |                        | 17      |
| 18                   | 22 | Yūki Tsunoda          | Red Bull Racing-Honda RBPT   | 1:29,246               |                        |                        | PL      |
| 19                   | 5  | Gabriel Bortoleto     | Kick Sauber-Ferrari          | 1:29,312               |                        |                        | 18      |
| 20                   | 87 | Oliver Bearman        | Haas-Ferrari                 | 1:29,825               |                        |                        | 19      |
| 107% czasu: 1:33,826 |    |                       |                              |                        |                        |                        |         |
| Źródło: FIA          |    |                       |                              |                        |                        |                        |         |

### Sprint
Sprint odbył się 3 maja 2025 roku i miał rozpocząć się o godzinie 12:00 czasu lokalnego (UTC–4), ale został opóźniony do 12:28, a za samochodem bezpieczeństwa odbyły się dwa okrążenia formujące, zanim start został przerwany z powodu deszczu. Sprint miał składać się z 19 okrążeń, ale został skrócony o jedno okrążenie z powodu przerwanej procedury startowej.
| P           | Nr | Kierowca              | Konstruktor                  | Okr. | Czas                | Poz. s. | +/–       | Punkty |
| ----------- | -- | --------------------- | ---------------------------- | ---- | ------------------- | ------- | --------- | ------ |
| 1           | 4  | Lando Norris          | McLaren-Mercedes             | 18   | 36:37,647           | 3       | 2         | 8      |
| 2           | 81 | Oscar Piastri         | McLaren-Mercedes             | 18   | +0,672              | 2       | Bez zmian | 7      |
| 3           | 44 | Lewis Hamilton        | Ferrari                      | 18   | +1,073              | 7       | 4         | 6      |
| 4           | 63 | George Russell        | Mercedes                     | 18   | +3,127              | 5       | 1         | 5      |
| 5           | 18 | Lance Stroll          | Aston Martin Aramco-Mercedes | 18   | +3,412              | 16      | 11        | 4      |
| 6           | 22 | Yūki Tsunoda          | Red Bull Racing-Honda RBPT   | 18   | +5,153              | PL      | 14        | 3      |
| 7           | 12 | Andrea Kimi Antonelli | Mercedes                     | 18   | +5,635              | 1       | 6         | 2      |
| 8           | 10 | Pierre Gasly          | Alpine-Renault               | 18   | +5,973              | 13      | 5         | 1      |
| 9           | 27 | Nico Hülkenberg       | Kick Sauber-Ferrari          | 18   | +6,153              | 11      | 2         |        |
| 10          | 6  | Isack Hadjar          | Racing Bulls-Honda RBPT      | 18   | +7,502              | 9       | 1         |        |
| 11          | 23 | Alexander Albon       | Williams-Mercedes            | 18   | +7,522              | 8       | 3         |        |
| 12          | 31 | Esteban Ocon          | Haas-Ferrari                 | 18   | +8,998              | 12      | Bez zmian |        |
| 13          | 30 | Liam Lawson           | Racing Bulls-Honda RBPT      | 18   | +9,024              | 14      | 1         |        |
| 14          | 87 | Oliver Bearman        | Haas-Ferrari                 | 18   | +9,218              | 19      | 5         |        |
| 15          | 5  | Gabriel Bortoleto     | Kick Sauber-Ferrari          | 18   | +9,675              | 18      | 3         |        |
| 16          | 7  | Jack Doohan           | Alpine-Renault               | 18   | +9,909              | 17      | 1         |        |
| 17          | 1  | Max Verstappen        | Red Bull Racing-Honda RBPT   | 18   | +12,059             | 4       | 13        |        |
| NS          | 14 | Fernando Alonso       | Aston Martin Aramco-Mercedes | 13   | NU (kolizja)        | 10      |           |        |
| NS          | 55 | Carlos Sainz Jr.      | Williams-Mercedes            | 12   | NU (przebita opona) | 15      |           |        |
| NS          | 16 | Charles Leclerc       | Ferrari                      | 0    | NW (wypadek)        | –       |           |        |
| Źródło: FIA |    |                       |                              |      |                     |         |           |        |

### Najszybsze okrążenie w sprincie
| Nr          | Kierowca       | Konstruktor | Czas     | Okr. |
| ----------- | -------------- | ----------- | -------- | ---- |
| 44          | Lewis Hamilton | Ferrari     | 1:36,368 | 13   |
| Źródło: FIA |                |             |          |      |

### Prowadzenie w sprincie
| Nr                              | Kierowca              | Konstruktor      | Okrążenia | Suma |
| ------------------------------- | --------------------- | ---------------- | --------- | ---- |
| 12                              | Andrea Kimi Antonelli | Mercedes         | 1–2       | 2    |
| 81                              | Oscar Piastri         | McLaren-Mercedes | 3–12      | 10   |
| 4                               | Lando Norris          | McLaren-Mercedes | 13–18     | 6    |
| \| Wykres \| \| ------ \| \| \| |                       |                  |           |      |
| Źródło: FIA                     |                       |                  |           |      |
| Wykres                          |                       |                  |           |      |
|                                 |                       |                  |           |      |

### Kwalifikacje
| P                    | Nr | Kierowca              | Konstruktor                  | Czasy w kwalifikacjach | Czasy w kwalifikacjach | Czasy w kwalifikacjach | Poz. s. |
| P                    | Nr | Kierowca              | Konstruktor                  | Q1                     | Q2                     | Q3                     | Poz. s. |
| -------------------- | -- | --------------------- | ---------------------------- | ---------------------- | ---------------------- | ---------------------- | ------- |
| 1                    | 1  | Max Verstappen        | Red Bull Racing-Honda RBPT   | 1:26,870               | 1:26,643               | 1:26,204               | 1       |
| 2                    | 4  | Lando Norris          | McLaren-Mercedes             | 1:26,955               | 1:26,499               | 1:26,269               | 2       |
| 3                    | 12 | Andrea Kimi Antonelli | Mercedes                     | 1:27,077               | 1:26,606               | 1:26,271               | 3       |
| 4                    | 81 | Oscar Piastri         | McLaren-Mercedes             | 1:27,006               | 1:26,269               | 1:26,375               | 4       |
| 5                    | 63 | George Russell        | Mercedes                     | 1:27,014               | 1:26,575               | 1:26,385               | 5       |
| 6                    | 55 | Carlos Sainz Jr.      | Williams-Mercedes            | 1:27,098               | 1:26,847               | 1:26,569               | 6       |
| 7                    | 23 | Alexander Albon       | Williams-Mercedes            | 1:27,042               | 1:26,855               | 1:26,682               | 7       |
| 8                    | 16 | Charles Leclerc       | Ferrari                      | 1:27,417               | 1:26,948               | 1:26,754               | 8       |
| 9                    | 31 | Esteban Ocon          | Haas-Ferrari                 | 1:27,450               | 1:26,967               | 1:26,824               | 9       |
| 10                   | 22 | Yūki Tsunoda          | Red Bull Racing-Honda RBPT   | 1:27,298               | 1:26,959               | 1:26,943               | 10      |
| 11                   | 6  | Isack Hadjar          | Racing Bulls-Honda RBPT      | 1:27,301               | 1:26,987               |                        | 11      |
| 12                   | 44 | Lewis Hamilton        | Ferrari                      | 1:27,279               | 1:27,006               |                        | 12      |
| 13                   | 5  | Gabriel Bortoleto     | Kick Sauber-Ferrari          | 1:27,343               | 1:27,151               |                        | 13      |
| 14                   | 7  | Jack Doohan           | Alpine-Renault               | 1:27,422               | 1:27,186               |                        | 14      |
| 15                   | 30 | Liam Lawson           | Racing Bulls-Honda RBPT      | 1:27,444               | 1:27,363               |                        | 15      |
| 16                   | 27 | Nico Hülkenberg       | Kick Sauber-Ferrari          | 1:27,473               |                        |                        | 16      |
| 17                   | 14 | Fernando Alonso       | Aston Martin Aramco-Mercedes | 1:27,604               |                        |                        | 17      |
| 18                   | 10 | Pierre Gasly          | Alpine-Renault               | 1:27,710               |                        |                        | PL      |
| 19                   | 18 | Lance Stroll          | Aston Martin Aramco-Mercedes | 1:27,830               |                        |                        | 18      |
| 20                   | 87 | Oliver Bearman        | Haas-Ferrari                 | 1:27,999               |                        |                        | 19      |
| 107% czasu: 1:32,950 |    |                       |                              |                        |                        |                        |         |
| Źródło: FIA          |    |                       |                              |                        |                        |                        |         |

### Wyścig
| P           | Nr | Kierowca              | Konstruktor                  | Okr. | Czas                       | Poz. s. | +/−       | Punkty |
| ----------- | -- | --------------------- | ---------------------------- | ---- | -------------------------- | ------- | --------- | ------ |
| 1           | 81 | Oscar Piastri         | McLaren-Mercedes             | 57   | 1:28:51,587                | 4       | 3         | 25     |
| 2           | 4  | Lando Norris          | McLaren-Mercedes             | 57   | +4,630                     | 2       | Bez zmian | 18     |
| 3           | 63 | George Russell        | Mercedes                     | 57   | +37,644                    | 5       | 2         | 15     |
| 4           | 1  | Max Verstappen        | Red Bull Racing-Honda RBPT   | 57   | +39,956                    | 1       | 3         | 12     |
| 5           | 23 | Alexander Albon       | Williams-Mercedes            | 57   | +48,067                    | 7       | 2         | 10     |
| 6           | 12 | Andrea Kimi Antonelli | Mercedes                     | 57   | +55,502                    | 3       | 3         | 8      |
| 7           | 16 | Charles Leclerc       | Ferrari                      | 57   | +57,036                    | 8       | 1         | 6      |
| 8           | 44 | Lewis Hamilton        | Ferrari                      | 57   | +60,186                    | 12      | 4         | 4      |
| 9           | 55 | Carlos Sainz Jr.      | Williams-Mercedes            | 57   | +60,577                    | 6       | 3         | 2      |
| 10          | 22 | Yūki Tsunoda          | Red Bull Racing-Honda RBPT   | 57   | +74,434                    | 10      | Bez zmian | 1      |
| 11          | 6  | Isack Hadjar          | Racing Bulls-Honda RBPT      | 57   | +74,602                    | 11      | Bez zmian |        |
| 12          | 31 | Esteban Ocon          | Haas-Ferrari                 | 57   | +82,006                    | 9       | 3         |        |
| 13          | 10 | Pierre Gasly          | Alpine-Renault               | 57   | +90,445                    | PL      | 7         |        |
| 14          | 27 | Nico Hülkenberg       | Kick Sauber-Ferrari          | 56   | +1 okrążenie               | 16      | 2         |        |
| 15          | 14 | Fernando Alonso       | Aston Martin Aramco-Mercedes | 56   | +1 okrążenie               | 17      | 2         |        |
| 16          | 18 | Lance Stroll          | Aston Martin Aramco-Mercedes | 56   | +1 okrążenie               | 18      | 2         |        |
| NS          | 30 | Liam Lawson           | Racing Bulls-Honda RBPT      | 36   | NU (uszkodzenia kolizyjne) | 15      |           |        |
| NS          | 5  | Gabriel Bortoleto     | Kick Sauber-Ferrari          | 30   | NU (silnik)                | 13      |           |        |
| NS          | 87 | Oliver Bearman        | Haas-Ferrari                 | 27   | NU (silnik)                | 19      |           |        |
| NS          | 7  | Jack Doohan           | Alpine-Renault               | 0    | NU (kolizja)               | 14      |           |        |
| Źródło: FIA |    |                       |                              |      |                            |         |           |        |

### Najszybsze okrążenie
| Nr          | Kierowca     | Konstruktor      | Czas     | Okr. |
| ----------- | ------------ | ---------------- | -------- | ---- |
| 4           | Lando Norris | McLaren-Mercedes | 1:29,746 | 36   |
| Źródło: FIA |              |                  |          |      |

### Prowadzenie w wyścigu
| Nr                              | Kierowca       | Konstruktor                | Okrążenia | Suma |
| ------------------------------- | -------------- | -------------------------- | --------- | ---- |
| 1                               | Max Verstappen | Red Bull Racing-Honda RBPT | 1–13      | 13   |
| 81                              | Oscar Piastri  | McLaren-Mercedes           | 14–57     | 44   |
| \| Wykres \| \| ------ \| \| \| |                |                            |           |      |
| Źródło: FIA                     |                |                            |           |      |
| Wykres                          |                |                            |           |      |
|                                 |                |                            |           |      |

## Klasyfikacja po wyścigu

### Kierowcy
| P           | +/–       | Kierowca              | Zgł. | Punkty | P1 | P2 | P3 | PP | NO | NS | NU | NW | DK |
| ----------- | --------- | --------------------- | ---- | ------ | -- | -- | -- | -- | -- | -- | -- | -- | -- |
| 1           | Bez zmian | Oscar Piastri         | 6    | 131    | 4  | –  | 1  | 2  | 1  | –  | –  | –  | –  |
| 2           | Bez zmian | Lando Norris          | 6    | 115    | 1  | 3  | 1  | 1  | 4  | –  | –  | –  | –  |
| 3           | Bez zmian | Max Verstappen        | 6    | 99     | 1  | 2  | –  | 3  | –  | –  | –  | –  | –  |
| 4           | Bez zmian | George Russell        | 6    | 93     | –  | 1  | 3  | –  | –  | –  | –  | –  | –  |
| 5           | Bez zmian | Charles Leclerc       | 6    | 53     | –  | –  | 1  | –  | –  | 1  | –  | –  | 1  |
| 6           | Bez zmian | Andrea Kimi Antonelli | 6    | 48     | –  | –  | –  | –  | 1  | –  | –  | –  | –  |
| 7           | Bez zmian | Lewis Hamilton        | 6    | 41     | –  | –  | –  | –  | –  | 1  | –  | –  | 1  |
| 8           | Bez zmian | Alexander Albon       | 6    | 30     | –  | –  | –  | –  | –  | –  | –  | –  | –  |
| 9           | Bez zmian | Esteban Ocon          | 6    | 14     | –  | –  | –  | –  | –  | –  | –  | –  | –  |
| 10          | Bez zmian | Lance Stroll          | 6    | 14     | –  | –  | –  | –  | –  | –  | –  | –  | –  |
| 11          | 5         | Yūki Tsunoda          | 6    | 9      | –  | –  | –  | –  | –  | 1  | 1  | –  | –  |
| 12          | 1         | Pierre Gasly          | 6    | 7      | –  | –  | –  | –  | –  | 2  | 1  | –  | 1  |
| 13          | 2         | Carlos Sainz Jr.      | 6    | 7      | –  | –  | –  | –  | –  | 2  | 2  | –  | –  |
| 14          | 2         | Nico Hülkenberg       | 6    | 6      | –  | –  | –  | –  | –  | 1  | –  | –  | 1  |
| 15          | 2         | Oliver Bearman        | 6    | 6      | –  | –  | –  | –  | –  | 1  | 1  | –  | –  |
| 16          | 2         | Isack Hadjar          | 6    | 5      | –  | –  | –  | –  | –  | 1  | –  | 1  | –  |
| 17          | Bez zmian | Fernando Alonso       | 6    | 0      | –  | –  | –  | –  | –  | 2  | 2  | –  | –  |
| 18          | Bez zmian | Liam Lawson           | 6    | 0      | –  | –  | –  | –  | –  | 2  | 2  | –  | –  |
| 19          | Bez zmian | Jack Doohan           | 6    | 0      | –  | –  | –  | –  | –  | 2  | 2  | –  | –  |
| 20          | Bez zmian | Gabriel Bortoleto     | 6    | 0      | –  | –  | –  | –  | –  | 2  | 2  | –  | –  |
| Źródło: FIA |           |                       |      |        |    |    |    |    |    |    |    |    |    |

### Konstruktorzy
| P           | +/–       | Konstruktor                  | Zgł. | Punkty | P1 | P2 | P3 | PP | NO | NS | NU | NW | DK |
| ----------- | --------- | ---------------------------- | ---- | ------ | -- | -- | -- | -- | -- | -- | -- | -- | -- |
| 1           | Bez zmian | McLaren-Mercedes             | 12   | 246    | 5  | 3  | 2  | 3  | 5  | –  | –  | –  | –  |
| 2           | Bez zmian | Mercedes                     | 12   | 141    | –  | 1  | 3  | –  | 1  | –  | –  | –  | –  |
| 3           | Bez zmian | Red Bull Racing-Honda RBPT   | 12   | 105    | 1  | 2  | –  | 3  | –  | 2  | 2  | –  | –  |
| 4           | Bez zmian | Ferrari                      | 12   | 94     | –  | –  | 1  | –  | –  | 2  | –  | –  | 2  |
| 5           | Bez zmian | Williams-Mercedes            | 12   | 37     | –  | –  | –  | –  | –  | 2  | 2  | –  | –  |
| 6           | Bez zmian | Haas-Ferrari                 | 12   | 20     | –  | –  | –  | –  | –  | 1  | 1  | –  | –  |
| 7           | Bez zmian | Aston Martin Aramco-Mercedes | 12   | 14     | –  | –  | –  | –  | –  | 2  | 2  | –  | –  |
| 8           | Bez zmian | Racing Bulls-Honda RBPT      | 12   | 8      | –  | –  | –  | –  | –  | 2  | 1  | 1  | –  |
| 9           | Bez zmian | Alpine-Renault               | 12   | 7      | –  | –  | –  | –  | –  | 4  | 3  | –  | 1  |
| 10          | Bez zmian | Kick Sauber-Ferrari          | 12   | 6      | –  | –  | –  | –  | –  | 3  | 2  | –  | 1  |
| Źródło: FIA |           |                              |      |        |    |    |    |    |    |    |    |    |    |